# Lựa chọn của thái tử
Lựa chọn của thái tử (tựa gốc tiếng Anh: Young Royals) là một loạt phim truyền hình dài tập của Thụy Điển thể loại teen drama, do Lisa Ambjörn, Lars Beckung và Camilla Holter sáng tạo và được phát hành trên Netflix. Lấy bối cảnh ngôi trường nội trú hư cấu Hillerska danh giá, bộ phim xoay quanh Hoàng tử Wilhelm trẻ tuổi của Thụy Điển (do Edvin Ryding thủ vai) và chuyện tình lãng mạn của cậu. Mùa thứ nhất với sáu tập phim đã công chiếu vào ngày 1 tháng 7 năm 2021.

## Tóm tắt
Mùa đầu tiên xoay quanh Hoàng tử Wilhelm sau khi vướng vào một vụ bê bối đã buộc phải nhập học tại một ngôi trường nội trú. Ở đây, cậu phải học cách đối nhân xử thế, đồng thời cũng phải đối mặt với nhiều trắc trở khi cậu bắt đầu dành tình cảm cho người bạn Simon cùng lớp. Tất cả khiến Wilhelm phải đau đầu lựa chọn giữa nghĩa vụ hoàng gia hay những gì trái tim mách bảo.

## Diễn viên và nhân vật

### Nhân vật chính
- Edvin Ryding vai Hoàng tử Wilhelm của Thụy Điển, còn được các bạn học gọi là "Wille"[3]
- Omar Rudberg vai Simon Eriksson,[3] học sinh ngoại trú, là em trai của Sara và người yêu của Wilhelm
- Malte Gårdinger vai August của Årnäs, anh họ cách hai đời của Wilhelm, là học sinh năm ba và đội trưởng của đội chèo thuyền[4]
- Frida Argento vai Sara Eriksson,[3] học sinh ngoại trú, chị của Simon
- Nikita Uggla vai Felice Ehrencrona,[3] học sinh năm nhất, là thành viên của giới quý tộc hiện đại
- Pernilla August vai Nữ vương Kristina của Thụy Điển,[3] mẹ của Wilhelm và Erik
- Nathalie Varli vai Madison McCoy, du học sinh tại Hillerska, bạn của Felice
- Carmen Gloria Pérez vai Linda, mẹ của Simon và Sara
- Ivar Forsling vai Thái tử Erik của Thụy Điển, anh trai của Wilhelm
- Ingela Olsson vai Anette Lilja, hiệu trưởng trường Hillerska

### Nhân vật phụ
- Inti Zamora Sobrado vai Ayub, bạn của Simon ở thị trấn nhỏ Bjärstad
- Beri Gerwise vai Rosh, bạn của Simon ở Bjärstad
- Nils Wetterholm vai Vincent, bạn của August, học sinh trường Hillerska
- Samuel Astor vai Nils, bạn của August, học sinh trường Hillerska
- Fabian Penje vai Henry, học sinh trường Hillerska
- Felicia Truedsson vai Stella, bạn của Felice, học sinh trường Hillerska
- Mimmi Cyon vai Fredrika, bạn của Felice, học sinh trường Hillerska
- Uno Elger vai Walter, học sinh trường Hillerska
- Xiao-Long Rathje Zhao vai Alexander, học sinh trường Hillerska
- Livia Millhagen vai Smysan, mẹ của Felice
- Rennie Mirro vai giáo viên thể dục của trường
- David Lenneman vai Poppe

## Các tập phim
| TT. | Tiêu đề | Đạo diễn                       | Biên kịch                                 | Ngày phát sóng gốc |
| --- | ------- | ------------------------------ | ----------------------------------------- | ------------------ |
| 1 | "Tập 1" | Rojda Sekersöz                 | Lisa Ambjörn                              | 1 tháng 7 năm 2021 |
| Cảnh Wilhelm đánh nhau bị quay lại và tung lên mạng khiến hoàng tử trẻ tuổi gặp rắc rối với công chúng. Cậu được gia đình sắp xếp để đưa ra một lời xin lỗi chính thức, qua đây cũng thông báo rằng mình sẽ nhập học tại Hillerska, ngôi trường nội trú danh giá mà anh trai cậu, Thái tử Erik đã theo học. Wilhelm đành nghe theo sự sắp xếp của mẹ dù không hề thích thú với quyết định này. Ở trường, cậu được người anh họ cách hai đời August chào đón. Tại nhà thờ của trường, Wilhelm dành sự chú ý cho Simon, giọng hát chính của dàn hợp xướng. August nhờ Simon mua rượu để chuẩn bị cho bữa tiệc chào mừng Wilhelm; cậu đồng ý với điều kiện chị gái mình là Sara cũng sẽ được mời dự tiệc. |         |                                |                                           |                    |
| 2 | "Tập 2" | Rojda Sekersöz                 | Lisa Ambjörn, Sofie Forsman, Tove Forsman | 1 tháng 7 năm 2021 |
| Simon và Wilhelm dành thời gian cùng nhau bên ngoài trường học. August xoay sở với chứng nghiện thuốc điều trị căn bệnh tăng động giảm chú ý. Trong một buổi xem phim ở trường, Wilhelm và Simon có nụ hôn đầu tiên. |         |                                |                                           |                    |
| 3 | "Tập 3" | Rojda Sekersöz, Erika Calmeyer | Lisa Ambjörn, Pia Gradvall                | 1 tháng 7 năm 2021 |
| Trường Hillerska tổ chức Ngày cha mẹ, nhưng nhiều rắc rối xảy đến với Wilhelm, August và Simon. |         |                                |                                           |                    |
| 4 | "Tập 4" | Rojda Sekersöz                 | Lisa Ambjörn, Pia Gradvall                | 1 tháng 7 năm 2021 |
| Wilhelm đau đớn trước cái chết của anh trai mình và đồng thời cũng phải đối mặt với áp lực khi trở thành Thái tử; Simon gây áp lực với August để đòi nợ. Simon cứu Wilhelm khi cậu say xỉn và phê thuốc ở sân bóng. Hai người thân mật với nhau mà không hề biết rằng đang bị August quay lén. |         |                                |                                           |                    |
| 5 | "Tập 5" | Rojda Sekersöz, Erika Calmeyer | Lisa Ambjörn, Sofie Forsman, Tove Forsman | 1 tháng 7 năm 2021 |
| August và Wilhelm xung đột khi giải quyết một vấn đề có liên quan đến kỷ luật ở trường. Wilhelm và Simon ngày một gần gũi hơn. Sara vui vẻ đi chơi với Felice và các bạn. Trong cơn nóng giận, August đã tung đoạn phim của Wilhelm và Simon lên mạng. |         |                                |                                           |                    |
| 6 | "Tập 6" | Rojda Sekersöz, Erika Calmeyer | Lisa Ambjörn                              | 1 tháng 7 năm 2021 |
| Wilhelm khó xử khi phải giải quyết hậu quả của vụ đoạn phim rò rỉ. Cậu buộc phải phủ nhận với công chúng rằng người trong đoạn phim không phải mình, trong khi cuộc sống của Simon ít nhiều bị cánh nhà báo làm cho xáo trộn. Felice phát hiện ra August là thủ phạm; Wilhelm tức giận từ mặt người anh họ, nhưng mẹ cậu nói không thể làm lớn chuyện vì như vậy là để bảo vệ cậu. Wilhelm và Simon trao nhau cái ôm tạm biệt trước kỳ lễ Giáng sinh. |         |                                |                                           |                    |

## Sản xuất

### Tuyển vai
Tháng 1 năm 2021, một thời gian dài trước khi ngày phát hành của loạt phim được công bố, báo chí đưa tin Edvin Ryding, Pernilla August, Malte Gårdinger, Frida Argento, Nikita Uggla và Omar Rudberg sẽ vào các vai chính trong khi Nathalie Varli, Felicia Truedsson, Mimmi Cyon, Ingela Olsson, Rennie Mirro, Livia Millhagen và David Lenneman là các diễn viên phụ. Thông báo chỉ ra rằng Ryding được chọn vào vai Hoàng tử Wilhelm còn August sẽ đảm nhận vai mẹ của cậu, Nữ hoàng Kristina của Thụy Điển. Tháng 6 cùng năm, Rudberg được công bố vào vai Simon, người yêu của Hoàng tử Wilhelm.

### Quay phim
Bộ phim chủ yếu ghi hình tại Kprisholms gård, một tòa nhà kiểu trang viên ở Stockholm. Những cảnh tái hiện cung điện hoàng gia được quay tại lâu đài Stora Sundby thuộc hạt Södermanland.

### Quảng bá
Netflix cho ra mắt teaser của loạt phim vào ngày 19 tháng 5 năm 2021, trong khi đó trailer chính thức được phát hành vào ngày 17 tháng 6 năm 2021.

## Đón nhận
Loạt phim được khán giả đánh giá chủ yếu tích cực.  Trên Internet Movie Database, Lựa chọn của thái tử nhận 8.6/10 điểm từ 12 nghìn lượt đánh giá, trong khi trên trang Rotten Tomatoes loạt phim nhận tỷ lệ tán thành từ khán giả là 99%. Các khán giả đánh giá cao các nhà sản xuất đã trung thực khi sử dụng diễn viên tuổi teen để đóng vai nhân vật cùng lứa và không xóa bỏ các vết nhơ trên da các nhân vật. Nhiều nhà phê bình và khán giả đã so sánh với các loạt phim tương tự như Elite, Gossip Girl, The Crown, và Skam. Một số khán giả cũng đã nêu ra điểm tương đồng về nội dung của loạt phim với tiểu thuyết Red, White & Royal Blue nói về mối tình đồng tính giữa một hoàng tử Anh với cậu con trai vị Tổng thống Hoa Kỳ.
David Opie trên Digital Spy khen ngợi "Lựa chọn của thái tử đã phân vai các diễn viên nhìn đúng tuổi nhân vật họ đóng" cũng như những chi tiết trung thực với cuộc sống tuổi teen.  Ông cho rằng loạt phim có thể được xem như là một phiên bản hiện đại của truyện cổ tích Cô bé Lọ Lem, và đánh giá cao cách xử lý mối tình giữa Wilhelm và Simon. Nhà phê bình Flora Carr trong bài đánh giá hai tập đầu trên tờ Radio Times cho rằng loạt phim "dễ đoán trước nhưng chân thành". Bà cho rằng Lựa chọn của thái tử có nhiều yếu tố của các phim lãng mạng tuổi teen rập khuôn, có lời thoại tạo cảm giác lỗi thời, và dựa quá mức vào những nhân vật như August nhưng kết luận rằng phim có cảm giác chân thành và "dàn diễn viên thật sự tuổi teen có thể sẽ đưa lại một luồng gió mới" cho khán giả trẻ tuổi.